# Demonax similioides
Demonax similioides är en skalbaggsart som beskrevs av Dauber 2006. Demonax similioides ingår i släktet Demonax och familjen långhorningar. Inga underarter finns listade i Catalogue of Life.